# Pierre Rebut
Pierre Rebut (Saint-Jean-des-Vignes, 26 maggio 1827 – Chazay-d'Azergues, 14 marzo 1902) è stato un botanico francese, specialista di cactus.
Il genere delle Cactaceae Rebutia K.Schum. è dedicato al suo nome.
| Rebut è l'abbreviazione standard utilizzata per le piante descritte da Pierre Rebut. Consulta l'elenco delle piante assegnate a questo autore dall'IPNI. |